# 林遠里
林 遠里（はやし えんり / おんり、1831年3月8日（天保2年1月24日） - 1906年（明治39年）1月30日）は、福岡県生まれの老農（篤農家）・農業技術指導者。私塾・興産社・勧農社の創始者としても知られる。
林遠里の考案した農法は、筑前農法または福岡農法と呼ばれ、寒水浸法、土囲い法、冬蒔き畑苗代法をその中核としながら、多労を旨とした集約的農業技術により土地生産性を高める一方で、抱持立犂を装備した牛馬耕を導入することによって耕耘作業を省力化し、労働生産性を高めるというものであった。この筑前農法は明治農法の中核的な農法として、全国に広まった。
林遠里の墓地は入部地域にあり、2005年には、林遠里100年際が行われ、当時の入部小学校の4年生（2クラス）が田植えに参加した。

## 来歴・業績
- 1831年　福岡藩士・銃術指南役林直内の次男として筑前国早良郡鳥飼村（現・福岡県福岡市）に生まれる。
- 1865年　福岡藩・銃術指導方に任ぜられる。
- 1868年　観光隊分隊司令官に任ぜられる。
- 1869年　銃砲曹少属火薬製造担当に任ぜられ、那珂郡安徳村（現・福岡県那珂川市）勤務となる。
- 1870年　鋳砲方仕準拾五等となる。
- 1871年　依願免職により藩職を辞し、早良郡重留村（現・福岡市早良区）に帰農。
- 1877年　農業試験の経験に基づき、『勧農新書』初版を発行。
- 1879年　私塾・興産社を設立。
- 1881年　第2回内国勧業博覧会への出展、第1回全国農談会出席、加筆の上で『勧農新書』再版を発行。
- 1882年　農業指導のため長崎県へ出張巡回。
- 1884年　石川県・富山県で巡回演説。
- 1885年　石川県・鳥取県・新潟県で巡回演説。
- 1886年　石川県・鳥取県・広島県・山口県・京都府で巡回演説。
- 1887年　私塾・勧農社設立、山口県・広島県・島根県・高知県・京都府・石川県・福井県で巡回演説。
- 1888年　京都府・鳥取県・広島県・大阪府・愛知県・岐阜県で巡回演説。
- 1889年　農商務省よりドイツ・ハンブルク港商業博覧会での出品説明委員およびドイツ・フランス・アメリカ・インド・ベトナムにおける農業視察を任ぜられ洋行。
- 1890年　愛知県・宮城県・福島県・愛媛県で巡回演説。
- 1891年　鳥取県・栃木県・福島県・岡山県・京都府・滋賀県・香川県で巡回演説。
- 1892年　香川県・愛知県・岐阜県で巡回演説。
- 1894年　宮城県・富山県・和歌山県で巡回演説。
- 1895年　静岡県・長野県・青森県で巡回演説。
- 1896年　岡山県で巡回演説。
- 1897年～1898年　香川県で巡回演説。
- 1899年～1901年　熊本県で巡回演説。
- 1906年　気管支カタルにより死亡。

## 著書
- 『勧農新書』(初版・再版)